# Дьайык
Дьайык — дух-небожитель и часть существа Ульгеня, отколовшаяся от его тела (сын или дочь Ульгеня). Дьайык — защитник и покровитель человечества, гарант его благополучия. От него зависело обновление природы, урожай и приплод. Существо, непосредственно опекающее людей. Живет на третьем слое неба или среди людей.
Главный посредник между человеком и Ульгенем, который послал его на землю и поручил охранять человека от всего худого и злого, поэтому к нему относились как к Кудаю. Описывался как светлый, с поводом из радуги, с плетью из белой молнии. Шаманы обращались к Дьайыку для восхождения на небо с жертвой Ульгеню, так как это невозможно без его участия.
Камлание Дьайыку устраивается в составе камлания Ульгеню для очищения юрты в 40 день после смерти, к нему же обращались за помощью, если не ведётся скот. Символическое изображение — шкурка белого зайца-самца, к которой иногда вместо глаз пришивали пуговицы, а к лапам привязывали белые (красные) ленточки. Заяц — покровитель Дьайыка, символ плодородия.
Дьайык почитался алтайцами повсеместно. Тубалары считали Дьайык «хозяйкой» всех таежных зверей, за что её особо почитали охотники. За непочтение она наказывала тем, что мешала охотнику целиться в зверя. Её также называли «Одноглазая Дьайык», так как она потеряла глаз от выстрела охотника, которому препятствовала целиться в зверя. Изображений Дьайык не делали и жертв ей не приносили. Таким образом, божество Дьайык у разных алтайских этносов выступало как сын, или дочь Ульгеня, как дух-посредник между людьми и богами.